# Johannes Aurifaber (Vimariensis)
Johannes Aurifaber, latinizzazione di Johann Goldschmid (Weimar oppure contea dei Mansfeld, 1519 circa – Erfurt, 18 novembre 1575), è stato un teologo tedesco, compilatore e curatore dei Discorsi a tavola di Martin Lutero. Per distinguerlo da un omonimo contemporaneo è a volte chiamato con l'appellativo di Vimariensis ("di Weimar").

## Vita

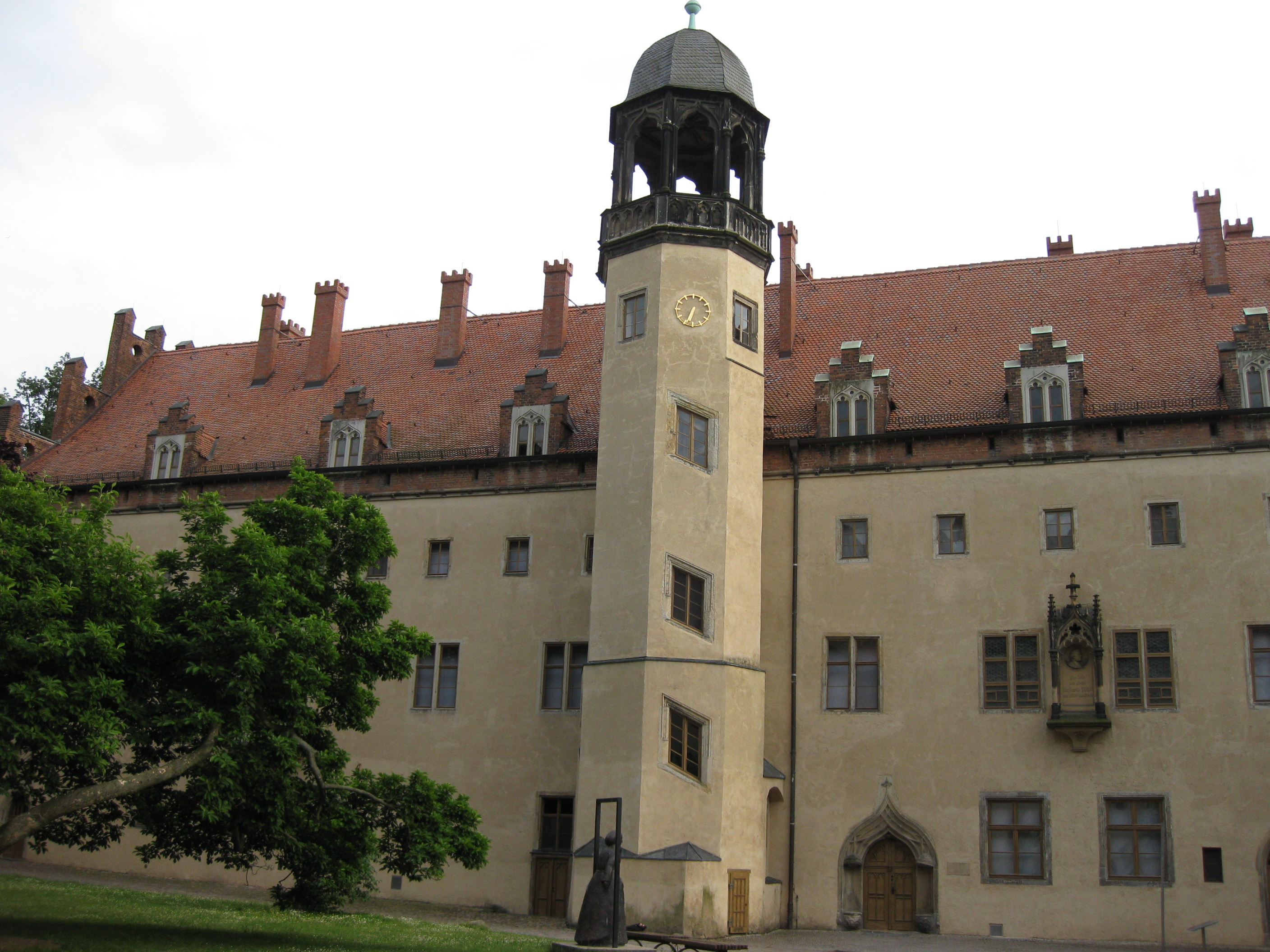
La casa di Lutero a Wittenberg, presso cui Aurifaber visse nel 1545-1546

Non si hanno notizie sulla famiglia di provenienza e sull'infanzia di Johann Goldschmid (scritto anche Goldschmied, Goldschmiedt o Goldschmidt, in tedesco "orefice", da cui il cognome latinizzato Aurifaber). La data di nascita è congetturale, e così pure il luogo – Weimar o la contea dei Mansfeld. Sappiamo che studiò all'Università di Wittenberg dal 1537 al 1540, quando divenne maestro dei due giovani conti Mansfeld. Nel 1544-1545 seguì come cappellano militare il conte Volrad von Mansfeld nella campagna di Francia intrapresa dal Sacro Romano Impero e dalla Sassonia nel quadro della guerra d'Italia del 1542-1546. Nel 1545 tornò a Wittenberg e si trasferì a casa di Lutero, di cui divenne l'ultimo segretario personale (famulus) sino alla morte avvenuta il 18 febbraio 1546.

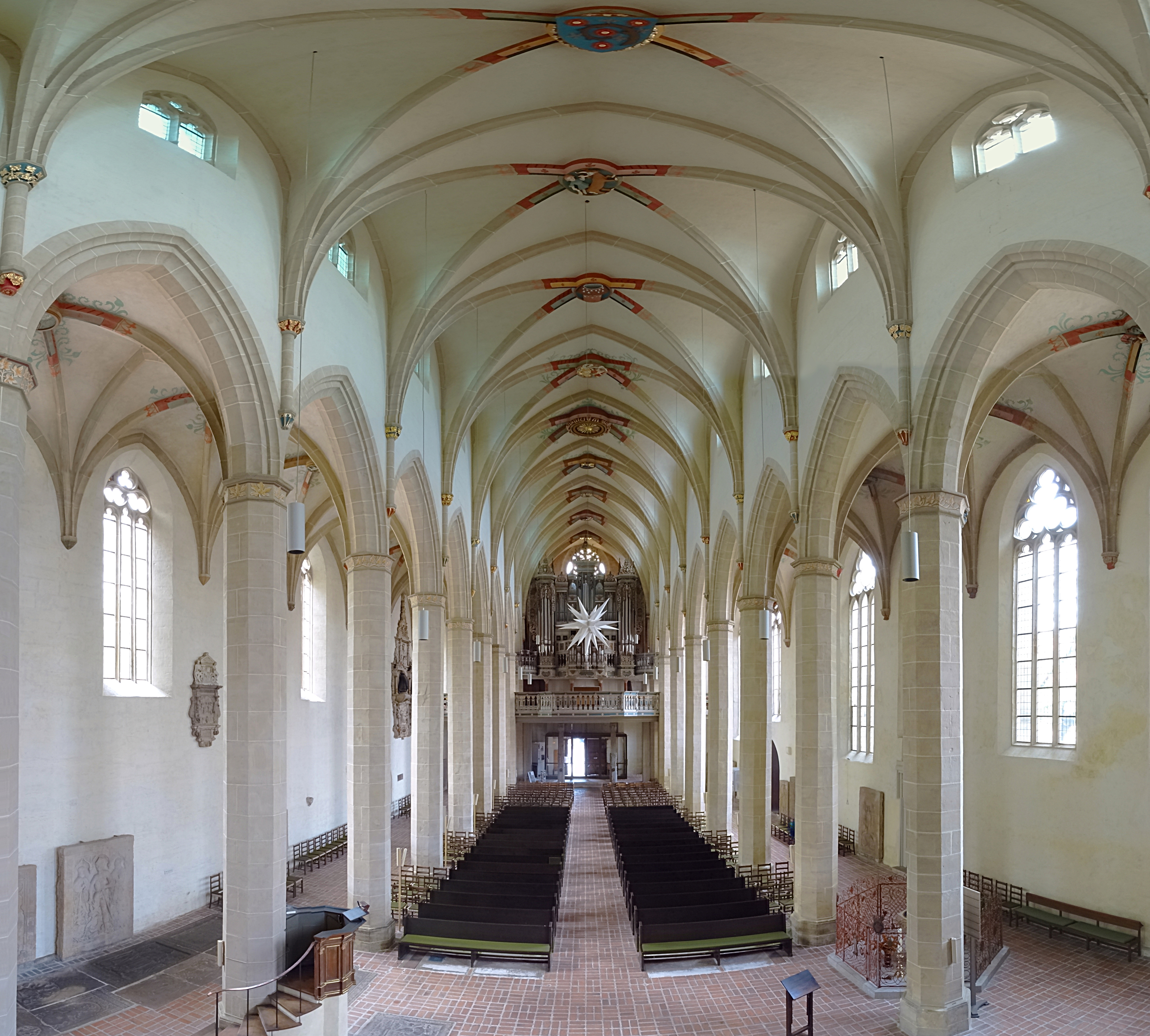
La Predigerkirche a Erfurt, presso cui Aurifaber fu pastore dal 1566 sino alla morte

Durante la guerra di Smalcalda (1546-1547) fu cappellano militare nell'esercito elettorale sassone e, dopo la sconfitta della lega protestante a Mühlberg nel 24 aprile 1547, trascorse sei mesi in prigionia con il suo principe elettore Giovanni Federico il Magnanimo. Fu poi predicatore a Weimar, dal 1550 predicatore di corte, ma nel 1561 fu destituito perché gnesioluterano (o flaciano), cioè sostenitore della dottrina della presenza reale di Cristo nell'eucaristia. Trovò allora accoglienza a Eisleben presso i conti di Mansfeld, che dal 1561 al 1566 gli diedero la possibilità di dedicarsi a tempo pieno alla pubblicazione degli scritti, delle lettere, dei sermoni e dei Discorsi a tavola di Lutero. Nel 1565 si trasferì a Erfurt a causa della peste e nel 1566 divenne parroco presso la locale Predigerkirche.
Dopo un acceso conflitto con il teologo Andreas Poach, di orientamento filippista, nel 1572 Aurifaber gli succedette come senior ministerii, ma morì pochi anni dopo, il 18 novembre 1575. Una lapide nella Predigerkirche mostra il suo ritratto.

## Attività editoriale

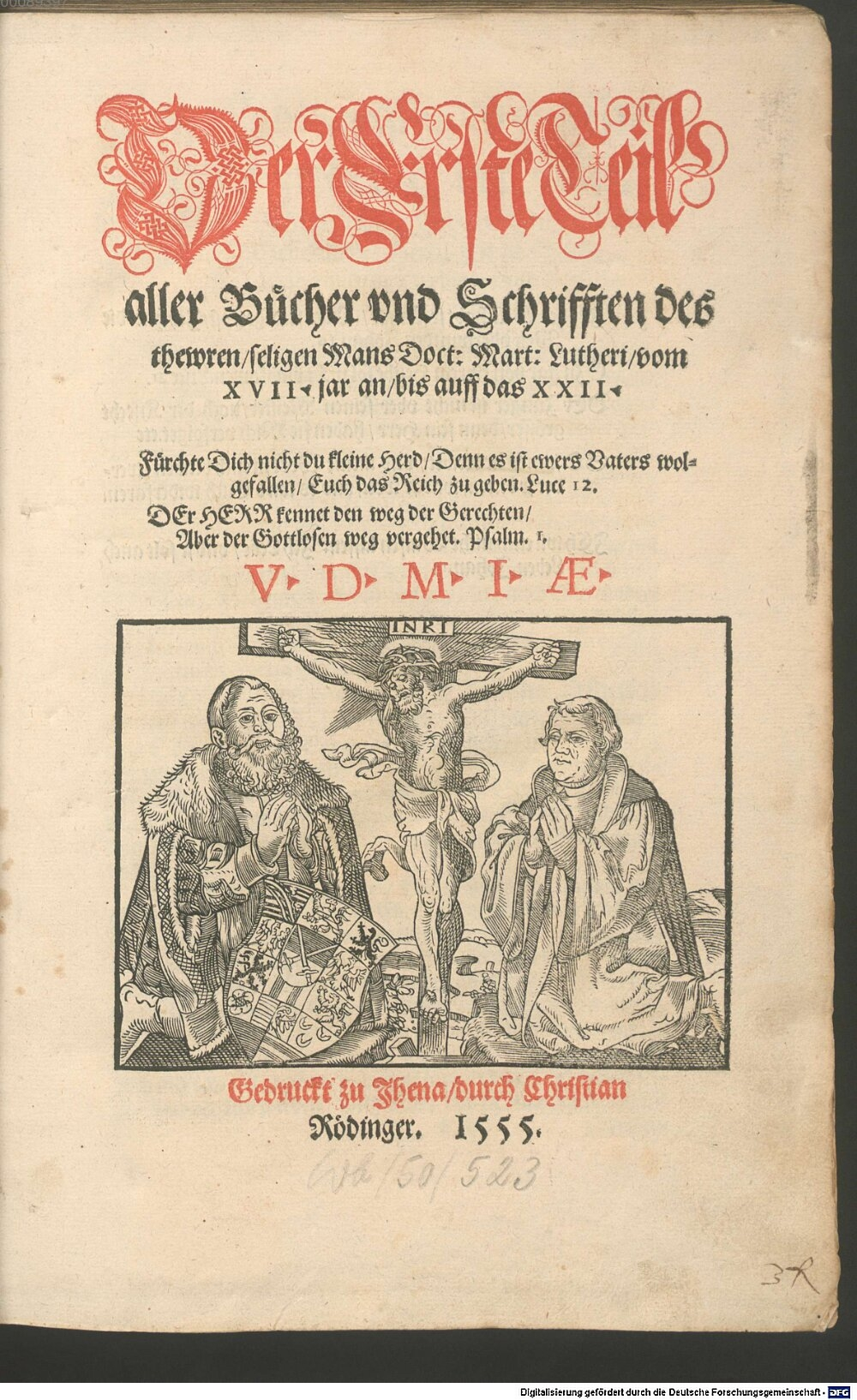
Giovanni Federico II di Sassonia e Martin Lutero inginocchiati davanti alla Croce, dal frontespizio del primo volume (1555) dell'edizione di Jena dell'opera di Lutero curata da Nikolaus von Amsdorf assieme ad Aurifaber

Dal 1553 Aurifaber co-diresse, assieme a Nikolaus von Amsdorf, i dodici volumi nell'edizione di Jena delle opere di Lutero (otto in tedesco, quattro in latino, usciti dal 1555 al 1558), nel 1556 e nel 1565 fece stampare rispettivamente il primo e il secondo volume delle lettere di Lutero, e nel 1564-65 curò l'edizione in due volumi di Libri, scritti, prediche, inediti di Lutero rimasti esclusi dalle raccolte di Wittenberg e di Jena. Infine, nel 1566 pubblicò il lavoro più importante, «il frutto senza dubbio più prezioso» della sua fatica editoriale: la prima edizione dei Discorsi a tavola di Lutero.
Nella composizione dell'opera Aurifaber si basò su varie raccolte di appunti e lavori preparatori – solo le trascrizioni degli ultimi giorni della vita di Lutero, infatti, erano state redatte direttamente da lui. La raccolta dei materiali era già in corso negli anni quaranta, quando Aurifaber aveva iniziato a copiare testi inediti di Lutero e a trascrivere e pubblicare alcuni suoi sermoni, ma il periodo di più intensa attività editoriale fu tra il 1561 e il 1566, sotto il patrocinio dei conti di Mansfeld. Una fonte importante per la sua edizione dei Discorsi a tavola fu la raccolta di trascrizioni fatta da Joseph Hänel per conto del suo sovrintendente Anton Lauterbach. Aurifaber utilizzò altre raccolte, come i manoscritti di Veit Dietrich e di Hieronymus Besold, e distribuì i testi su ottantadue capitoli tematicamente organizzati: questioni teologiche (Sacra Scrittura, Trinità, Spirito Santo, Legge e Vangelo, ecc.), questioni ecclesiastiche e liturgiche, situazioni della vita (tentazione, ubriachezza, matrimonio, malattia, morte, ecc.), figure e classi sociali (il papa, i monaci, i prìncipi, i giuristi, i teologi, nonché gli ebrei e i turchi). Una struttura chiara, parole chiave ai margini e un indice dei contenuti finale favorivano la consultazione dell'opera.

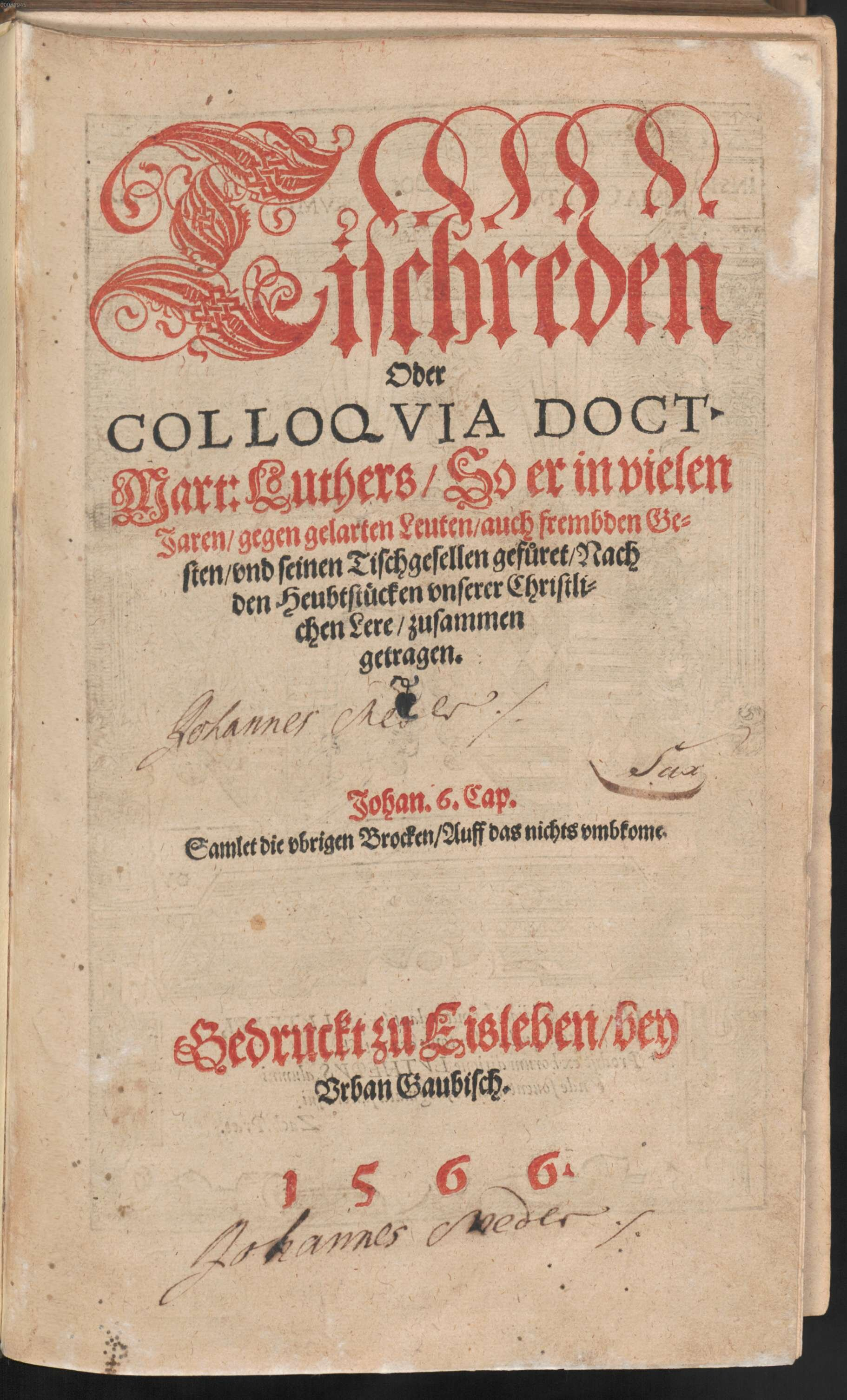
Prima edizione dei Discorsi a tavola di Lutero, curata da Aurifaber e pubblicata a Eisleben nel 1566

Molti testi originali erano in latino, o in latino mischiato a tedesco, e Aurifaber decise di tradurre tutto in tedesco. Inoltre, per ordinare i testi su base tematica, a volte dovette procedere a divisioni artificiali della medesima conversazione in capitoli diversi, interrompendone la continuità. In alcuni casi, modificò sensibilmente i testi su cui lavorava – che già non erano trascrizioni originali, irrimediabilmente perdute, ma il prodotto di copiature, sintesi e rileborazioni – accentuando i contenuti edificanti e didattici e "correggendo" i toni troppo aspri o troppo schietti dell'originale.
Ciò è mostrato, ad esempio, dal trattamento della trascrizione N° 122. Secondo il testo di Veit Dietrich, Lutero qui raccomanda:
(WA TR 1, N° 122, p. 49,27-50,4)
La versione di Aurifaber restituisce un insegnamento più convenzionale:
(WA TR 1, N° 122, p. 52,1-4)
Presto l'edizione dei Discorsi a tavola di Aurifaber divenne un classico popolare, frequentemente ristampato anche in edizioni pirata. Ebbe concorrenti nelle edizioni di Stangewald e di Selnecker, ma rimase la versione dominante nel Cinquecento, con quattordici edizioni sino al Seicento che superano di gran lunga le sei di Selnecker.

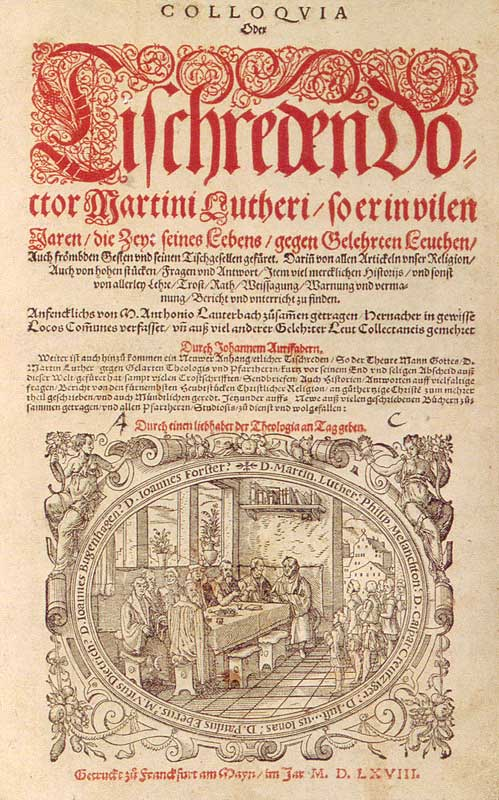
Edizione pirata dei Discorsi a tavola curati da Aurifaber pubblicata a Francoforte nel 1568

Nella seconda metà dell'Ottocento, con l'inizio della ricerca filologica sui Discorsi a tavola e la scoperta delle compilazioni manoscritte più antiche – in particolare quelle di Cordatus e Lauterbach – divenne possibile comparare l'edizione di Aurifaber con le sue fonti. La conclusione degli studiosi fu molto critica, e il metodo di lavoro e le capacità critiche e redazionali di Aurifaber furono ritenuti inadeguati. L'attuale edizione di riferimento dei Discorsi a tavola – i sei volumi della Weimarer Ausgabe pubblicati tra il 1912 e il 1921 a cura di Ernst Kroker – include il testo di Aurifaber solo come glossa per consentire la comparazione critica.

## Opere (selezione)
- (DE) Martin Lutero, Vier Predigten des Ehrwirdigen Herrn D. Martini Luthers, zu Eisleben vor seinem abschied aus diesem leben gethan, a cura di Johannes Aurifaber, Wittenberg, Lufft, 1546. [Quattro prediche, vol. I]
- Martin Lutero, Der Erste Teil aller Bücher und Schrifften des thewren, seligen Mans Gottes Doct: Mart: Lutheri..., Jhena, Christian Rödinger, 1555.
- (DE) Martin Lutero, Der Erste Theil Der Bücher, Schrifften, vnd Predigten des Ehrwirdigen Herrn, D. Martin Luthers, deren viel weder in den Wittenbergischen noch Jhenischen Tomis zufinden..., a cura di Johannes Aurifaber, Eisleben, Gaubisch, 1564. [Libri, scritti, prediche, vol. I]
- (DE) Martin Lutero, Der Ander Theil Der Bücher, Schrifften, vnd Predigten des Ehrwirdigen Herrn, D. Martin Luthers..., a cura di Johannes Aurifaber, Eisleben, Gaubisch, 1565. [Libri, scritti, prediche, vol. II]
- (LA) Martin Lutero, Epistolarum Martini Lutheri, 1, Continens scripta viri Dei, ab 1507-1522, a cura di Johann Aurifaber, Ihenae (Jena), Rhodius, 1556. [Lettere, vol. I]
- (LA) Martin Lutero, Epistolarum Martini Lutheri, 2, Continens scripta ab 1522-1528, a cura di Johann Aurifaber, Ihenae (Jena), Rhodius, 1565. [Lettere, vol. II]
- (DE) Martin Luther, Tischreden Oder Colloqvia Doct. Mart. Luthers: So er in vielen Jaren..., a cura di Johannes Aurifaber, 1ª ed., Eisleben, Gaubisch, 1566. [Discorsi a tavola]